# 阿伊努湖
阿伊努湖（俄语：Озеро Айнское）又稱来知志湖（日语：／；阿伊努语：ライチスカ），是俄羅斯萨哈林州库页岛西部泻湖，与北面2公里处的婆古沼有约5米宽、5公里长的蜿蜒水道相通，向东4公里是湖上山，另有阿伊努河注入该湖。湖西的岸上是克拉斯诺戈尔斯克。